# Skollenborg Station
Skollenborg Station (Skollenborg stasjon) var en jernbanestation på Sørlandsbanen, der lå i Skollenborg, en forstad til Kongsberg i Norge.
Stationen åbnede 9. november 1871 som en del af Randsfjordbanens sidebane mellem Hokksund og Kongsberg. Sidebanen indgik senere som en af de første dele af Sørlandsbanen i 1924. Stationen blev fjernstyret 13. november 1967 men havde fortsat billetsalg indtil 1. januar 1982, hvor den blev gjort ubemandet. Stationen blev nedlagt 9. december 2012 i forbindelse med indførelsen af en ny køreplan for østlandsområdet. Den blev betjent af lokaltog mellem Kongsberg og Eidsvoll.
Stationsbygningen er den oprindelige fra 1871 og er opført i gulmalet træ efter tegninger af Georg Andreas Bull. Den er ikke fredet, men det er til gengæld transformatorstationen, der blev opført på stationsområdet i 1926 efter tegninger af Gudmund Hoel.